# Rafael Pereira
Rafael Pereira da Silva (Ilha Solteira, 13 de março de 1980) é um futebolista brasileiro que atua na posição de lateral-direito.

## Carreira

### Goiás
No segundo semestre de 2009, foi contratado pelo Goiás, que temia pela saída do titular Vítor e queria Rafael para que este assumisse a posição de reserva imediato. O atleta deixou o clube goiano no final da temporada por falta de oportunidades.

### Bahia
Em 2010 foi contratado pelo Bahia a pedido de Renato Gaúcho, então treinador do clube. Depois de fracas atuações, foi dispensado por deficiência técnica.

## Títulos
Vasco da Gama:
- Taça Rio: 2001

São Paulo:
- Supercampeonato Paulista: 2002

Flamengo:
- Taça Desafio 50 anos da Petrobras: 2003
- Taça Guanabara: 2004
- Campeonato Carioca: 2004

Fluminense:
- Copa do Brasil: 2007

'Goais:
- Campeonato Goiano: 2009